# Технологии в машиностроении
Международный форум «Технологии в машиностроении» (сокращённое название Форум ТВМ) — международная выставка достижений различных отраслей российского машиностроения, проводящаяся с периодичностью раз в два года в Жуковском, на аэродроме ЛИИ имени М. М. Громова, недалеко от Москвы. Впервые выставка состоялась в 2010 году.
Организаторами выставки являются Министерство промышленности и торговли Российской Федерации, Федеральная служба по военно-техническому сотрудничеству, государственная корпорация «Ростехнологии» и ОАО «Авиасалон».

## О выставке
Цель выставки — демонстрация достижений российского машиностроения. В рамках форума проводится также демонстрация военной техники на специально построенном полигоне.

## Форум ТВМ-2010
С 30 июня по 4 июля 2010 года прошёл первый международный форум «Технологии в машиностроении». Форум объединил четыре выставки:
- Интермаш-2010
- МВСВ-2010
- Аэроспейс-2010
- UVS-Tech 2010

Форум ТВМ-2010 посетило более 60 тысяч человек.
Устроители Форума: ТВК "Россия", ОВК "БИЗОН"

## Форум ТВМ-2012
С 27 июня по 1 июля 2012 года прошёл второй международный форум «Технологии в машиностроении». Форум объединил две выставки:
- Оборонэкспо-2012
- Машпромэкспо-2012

Форум ТВМ-2012 посетило свыше 70 тысяч человек, из них более 35 тысяч посетили демонстрационные показы техники. Свои достижения в области машиностроения продемонстрировали свыше 300 компаний из России и иностранных государств. На статической стоянке было показано более 27 единиц техники, а в демонстрационных показах принимало участие 30 единиц. По итогам форума было принято решение о его проведении в будущем на постоянной основе — каждые два года, по чётным годам.